# Campionati mondiali juniores di slittino 2018
I Campionati mondiali juniores di slittino 2018, trentatreesima edizione della manifestazione organizzata dalla Federazione Internazionale Slittino, si sono tenuti il 2 e il 3 febbraio 2018 ad Altenberg, in Germania, sul DKB-Eiskanal, il tracciato sul quale si svolsero le rassegne iridate juniores del 2000 e del 2006; sono state disputate gare in quattro differenti specialità: nel singolo uomini e in quello donne, nel doppio e nella gara a squadre.
Dominatrice del medagliere è stata la squadra tedesca, con sette medaglie conquistate sulle dodici assegnate in totale, tra cui tre titoli: quelli nel singolo maschile e femminile con Max Langenhan e Jessica Tiebel e quello nella gara a squadre con la compagine formata dagli stessi Langenhan e Tiebel insieme a Hannes Orlamünder e Paul Gubitz; segue la nazionale italiana, vincitrice nel doppio con Ivan Nagler e Fabian Malleier.

## Risultati

### Singolo uomini
La gara si è disputata il 2 febbraio 2018 su due manches e hanno preso parte alla competizione 39 atleti in rappresentanza di 21 differenti nazioni; campione uscente era il lettone Kristers Aparjods, non presente alla competizione, e il titolo è stato vinto dal tedesco Max Langenhan, già bronzo nell'edizione 2017, davanti ai connazionali David Nößler e Paul-Lukas Heider, entrambi alla prima medaglia iridata individuale di categoria.
| Pos. | Atleti              | Nazione  | Tempo    | Distacco |
| ---- | ------------------- | -------- | -------- | -------- |
|      | Max Langenhan       | Germania | 1:43.662 |          |
|      | David Nößler        | Germania | 1:44.247 | +0.585   |
|      | Paul-Lukas Heider   | Germania | 1:44.349 | +0.687   |
| 4    | Moritz Bollmann     | Germania | 1:44.525 | +0.863   |
| 5    | Daniil Lebedev      | Russia   | 1:44.786 | +1.124   |
| 6    | Bastian Schulte     | Austria  | 1:44.975 | +1.313   |
| 7    | Yannick Müller      | Austria  | 1:45.224 | +1.562   |
| 8    | Matvej Perestoronin | Russia   | 1:45.279 | +1.617   |
| 9    | Aleksej Dmitriev    | Russia   | 1:45.391 | +1.729   |
| 10   | Evgenij Lobeev      | Russia   | 1:45.522 | +1.860   |

### Singolo donne

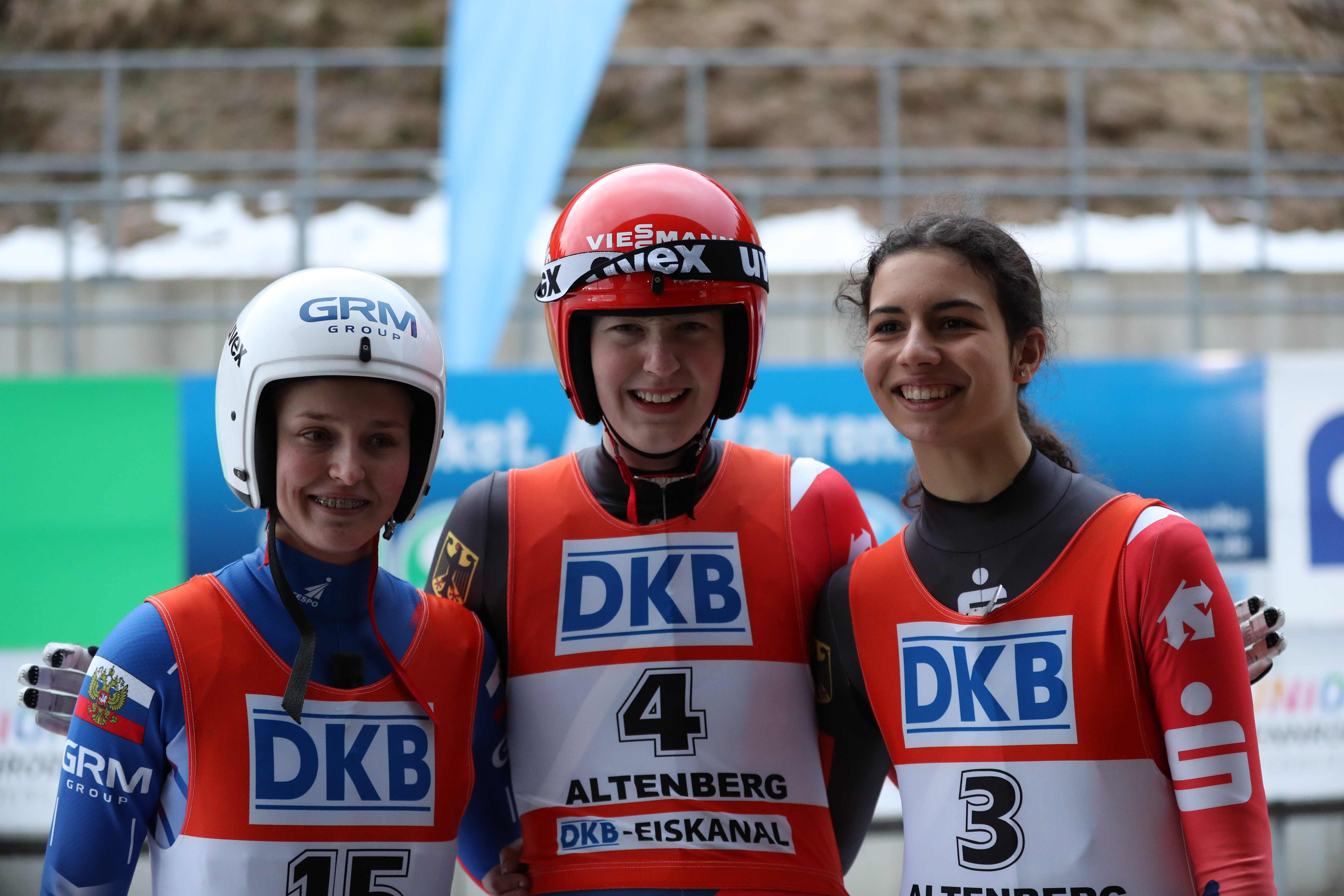
Le prime tra classificate nel singolo femminile: Jessica Tiebel (al centro), Tat'jana Cvetova (a sinistra) e Jessica Degenhardt

La gara si è disputata il 2 febbraio 2018 su due manches e hanno preso parte alla competizione 48 atlete in rappresentanza di 20 differenti nazioni; campionessa uscente era la tedesca Jessica Tiebel, che ha confermato il titolo anche in questa edizione, davanti alla russa Tat'jana Cvetova, già argento nell'edizione 2017 e all'altra tedesca Jessica Degenhardt, alla sua prima medaglia iridata individuale di categoria.
| Pos. | Atlete             | Nazione     | Tempo    | Distacco |
| ---- | ------------------ | ----------- | -------- | -------- |
|      | Jessica Tiebel     | Germania    | 1:23.951 |          |
|      | Tat'jana Cvetova   | Russia      | 1:24.373 | +0.422   |
|      | Jessica Degenhardt | Germania    | 1:24.385 | +0.434   |
| 4    | Lisa Schulte       | Austria     | 1:24.417 | +0.466   |
| 5    | Anna Berreiter     | Germania    | 1:24.462 | +0.511   |
| 6    | Kristina Šamova    | Russia      | 1:24.560 | +0.609   |
| 7    | Brittney Arndt     | Stati Uniti | 1:24.590 | +0.639   |
| 8    | Verena Hofer       | Italia      | 1:24.608 | +0.657   |
| 9    | Carolyn Maxwell    | Canada      | 1:24.627 | +0.676   |
| 10   | Vilde Tangnes      | Norvegia    | 1:24.691 | +0.740   |

### Doppio

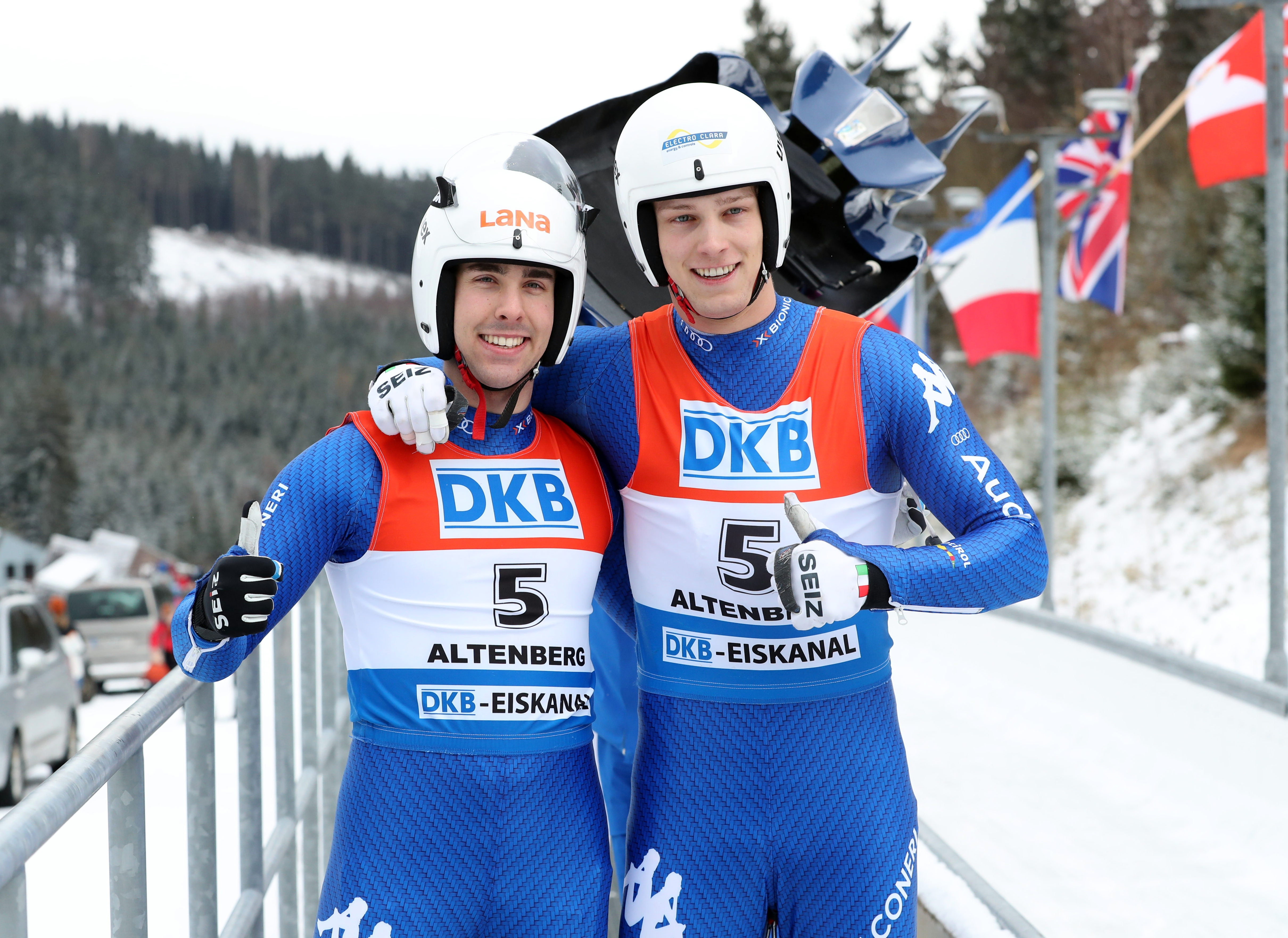
I vincitori della gara di doppio Ivan Nagler (a destra) e Fabian Malleier

La gara si è disputata il 3 febbraio 2018 su due manches e hanno preso parte alla competizione 44 atleti in rappresentanza di 15 differenti nazioni; campioni uscenti erano i tedeschi Hannes Orlamünder e Paul Gubitz, vincitori della medaglia d'argento in questa edizione, e il titolo è stato conquistato dagli italiani Ivan Nagler e Fabian Malleier, al loro primo trionfo iridato di categoria, davanti a Orlamünder/Gubitz e alla coppia russa formata da Vsevolod Kaškin e Konstantin Koršunov, già argento nell'edizione 2017.
| Pos. | Atleti                                   | Nazione    | Tempo    | Distacco |
| ---- | ---------------------------------------- | ---------- | -------- | -------- |
|      | Ivan Nagler Fabian Malleier              | Italia     | 1:21.285 |          |
|      | Hannes Orlamünder Paul Gubitz            | Germania   | 1:21.500 | +0.215   |
|      | Vsevolod Kaškin Konstantin Koršunov      | Russia     | 1:21.679 | +0.394   |
| 4    | Tomáš Vaverčák Matej Zmij                | Slovacchia | 1:21.710 | +0.425   |
| 5    | Felix Schwarz Lukas Gufler               | Italia     | 1:21.823 | +0.538   |
| 6    | Dmitrij Bučnev Daniil Kil'seev           | Russia     | 1:21.875 | +0.590   |
| 7    | Max Ewald Jakob Jannusch                 | Germania   | 1:21.989 | +0.704   |
| 8    | Andrej Šander Semën Mikov                | Russia     | 1:22.074 | +0.789   |
| 9    | Nicholas Klimchuk-Brown Adam Shippit     | Canada     | 1:22.253 | +0.968   |
| 10   | Vasile Marian Gîtlan Flavius Ion Crăciun | Romania    | 1:22.348 | +1.063   |

### Gara a squadre

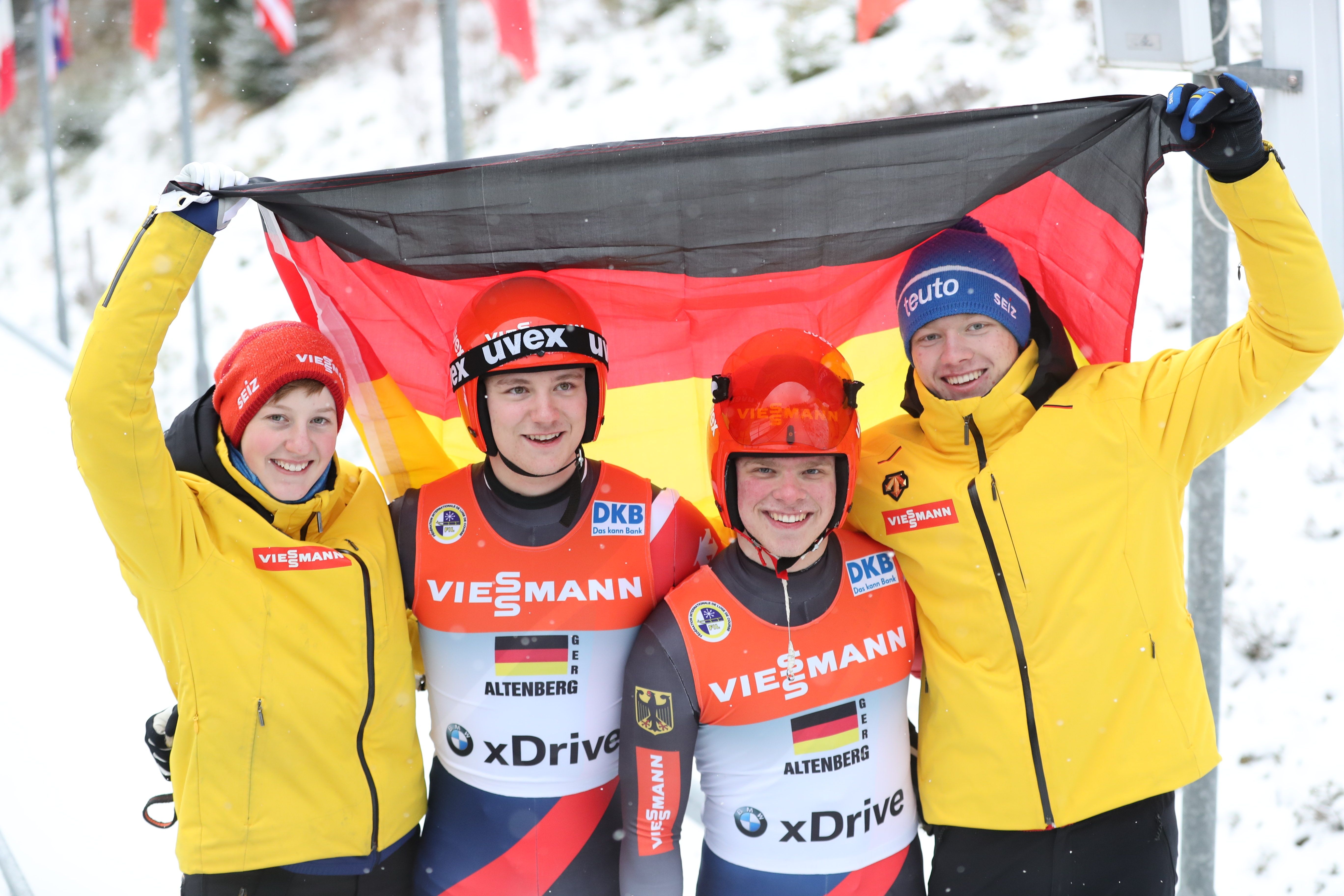
La compagine tedesca, vincitrice nella gara a squadre

La gara si è disputata il 3 febbraio 2018 su una sola manche composta da tre frazioni: quella del singolo femminile, quella del singolo maschile e quella del doppio e hanno preso parte alla competizione 56 atleti in rappresentanza di 14 differenti nazioni; campione uscente era la formazione russa composta da Tat'jana Cvetova, Evgenij Petrov, Vsevolod Kaškin e Konstantin Koršunov, giunta seconda in quest'edizione con gli stessi Cvetova, Kaškin e Koršunov ma con Daniil Lebedev al posto di Petrov; il titolo è stato pertanto vinto dalla compagine tedesca formata da Jessica Tiebel, Max Langenhan, Hannes Orlamünder e Paul Gubitz mentre sul terzo gradino del podio si è piazzato il team italiano costituito da Leon Felderer, Verena Hofer, Ivan Nagler e Fabian Malleier.
| Pos. | Squadra     | Atleti                                                                                   | Tempo    | Distacco |
| ---- | ----------- | ---------------------------------------------------------------------------------------- | -------- | -------- |
|      | Germania    | Jessica Tiebel Max Langenhan Hannes Orlamünder / Paul Gubitz                             | 2:15.921 |          |
|      | Russia      | Tat'jana Cvetova Daniil Lebedev Vsevolod Kaškin / Konstantin Koršunov                    | 2:16.874 | +0.953   |
|      | Italia      | Verena Hofer Leon Felderer Ivan Nagler / Fabian Malleier                                 | 2:16.972 | +1.051   |
| 4    | Austria     | Lisa Schulte Bastian Schulte Juri Gatt / Riccardo Schöpf                                 | 2:17.213 | +1.292   |
| 5    | Canada      | Carolyn Maxwell Colton Clarke Nicholas Klimchuk-Brown / Adam Shippit                     | 2:17.632 | +1.711   |
| 6    | Lettonia    | Anda Upīte Gints Bērziņš Mārtiņš Bots / Roberts Plūme                                    | 2:17.677 | +1.756   |
| 7    | Stati Uniti | Brittney Arndt Sean Hollander Dana Kellog / Duncan Segger                                | 2:18.115 | +2.194   |
| 8    | Romania     | Mihaela-Carmen Manolescu Eduard Mihai Crăciun Vasile Marian Gîtlan / Flavius Ion Crăciun | 2:18.399 | +2.478   |
| 9    | Slovacchia  | Katarína Šimoňáková Marián Skupek Tomáš Vaverčák / Matej Zmij                            | 2:18.905 | +2.984   |
| 10   | Polonia     | Klaudia Domaradzka Kacper Tarnawski Jakub Karaś / Mateusz Karaś                          | 2:18.970 | +3.049   |

## Medagliere
| Posizione | Nazione  | Oro | Argento | Bronzo | Totale |
| --------- | -------- | --- | ------- | ------ | ------ |
| 1         | Germania | 3   | 2       | 2      | 7      |
| 2         | Italia   | 1   | 0       | 1      | 2      |
| 3         | Russia   | 0   | 2       | 1      | 3      |
| Totale    | Totale   | 4   | 4       | 4      | 12     |